# Дрижачі приголосні
Дрижачі приголосні (вібранти) — це розкотисті, сонорні приголосні звуки, при вимовлянні яких змичка ритмічно розмикається і змикається. Струмінь повітря, що проходить таким чином, змушує активний орган вібрувати (або тремтіти) (русявий. «р»).
Виділяють такі дрижачі приголосні:
- Ретрофлексний дрижачий приголосний [ɽr]
- Ясенний (або альвеолярний) дрижачий приголосний [r]
- Губно-губний (або білабіальний) дрижачий приголосний [ʙ]
- Язичковий (або увулярний) дрижачий приголосний [ʀ]
- Глухий глотковий дрижачий [ʜ]
- Дзвінкий глотковий дрижачий [ʢ]

## Джерело
Вібранти https://web.archive.org/web/20190416201050/http://vseslova.com.ua/